# Juan Díaz (beisbolista)
Juan Habisail Díaz (nacido el 12 de diciembre de 1988 en Baní) es un shortstop domincano de ligas menores que se encuentra en la organización de los Indios de Cleveland. Díaz firmó como amateur el 20 de abril de 2006 para los Marineros de Seattle por los scouts Patrick Guerrero y Bob Engle.

## Carrera

### Organización de los Marineros de Seattle

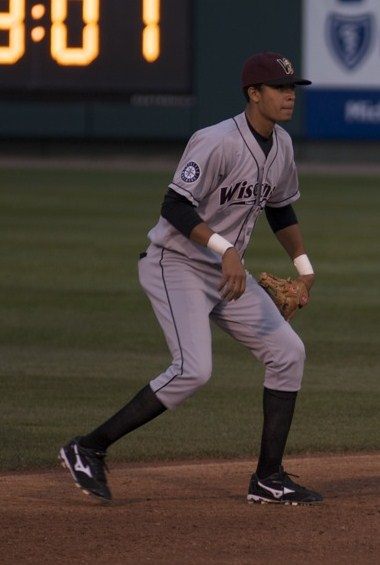
Díaz mientras militaba el la organización de los Marineros

En 2006, su primera temporada como profesional, Díaz bateó para .191 en 178 turnos al bate para los Marineros en la Dominican Summer League. Anotó 23 carreras y tuvo un porcentaje de embasarse de .324. Jugó en el campocorto 44 de 47 partidos y 3 partidos en la tercera base.
Díaz comenzó la temporada 2007 con el equipo Clase-A High Desert Mavericks apareciendo en seis partidos. Fue transferido a los Peoria Mariners el 24 de mayo y luego a Wisconsin Timber Rattlers el 4 de junio. Bateó para .333 con cinco carreras anotadas, seis dobles y once carreras impulsadas en 11 partidos el 22 de mayo. Tuvo una temporada con una racha de 10 partidos, bateando para .375 del 21 al 30 de junio. Participó en la Arizona Fall League de los Marineros en 2007 jugando para los Peoria Javelinas.
Pasó la temporada 2008 con Wisconsin Timber Rattlers, apareciendo en 122 partidos. Registró una racha de cinco hits de cinco o más partidos, incluyendo una racha de siente partidos bateando de hit del 19 al 25 de junio. Registró 22 juegos de multi-hit, incluyendo un partido de tres hits. Díaz participó en la Mariners Advance Development League en Peoria.
Díaz dividió la temporada 2009 entre High Desert Mavericks y Peoria Mariners. Durante su tiempo con Peoria registró tres hits en tres turnos al bate con un jonrón. Con Mavericks bateó para .311 con 101 hits, cuatro jonrones y 29 remolcadas en 84 partidos. Fue un All-Star en la California League en su mejor temporada ofensiva hasta la fecha.

### Organización de los Indios de Cleveland
El 26 de junio de 2010, Díaz fue cambiado a los Indios de Cleveland, junto con Ezequiel Carrera de Russell Branyan.
Los Indios compraron el contrato de Díaz el 18 de noviembre de 2011.